# クッバ

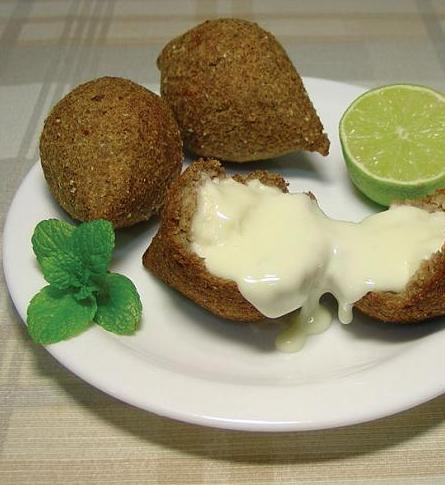
ミントとライムを添えたクッバ

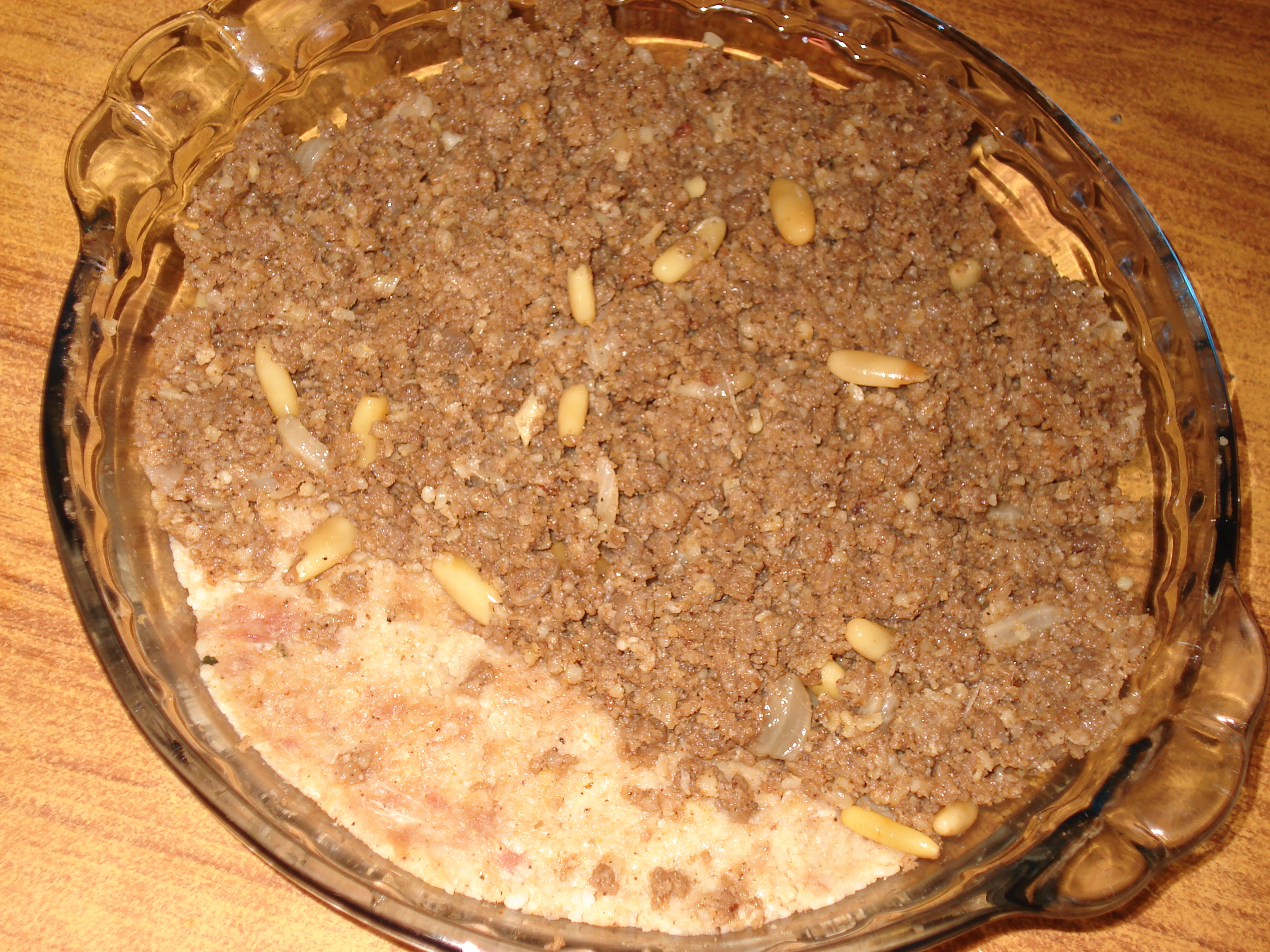
オーブンで焼いたクッバ

クッバ、クッベまたはキッベ（阿: كبة）は、ブルグルの中に挽き肉を入れて作る歴史的シリア地方の料理である。最も有名な種類は、挽き肉（牛肉またはラム）を詰めて揚げたラグビーボール型のクロケットである。他の種類のクッバには、球型やパイ形、焼いたりスープで煮るものがある。
クッバはレバノン料理で最も特徴のある料理の一つである。この料理は、レバノン、シリア、パレスチナ、ヨルダン、イラク、トルコ、キプロス（クーペスまたはクーベスと呼ぶ）、エジプト、アラビア半島、アルメニア、およびブラジルのような、20世紀初期にレバノン移民を受け入れたラテンアメリカ各国に広まっている。

## 語源
アラビア語のクッバ（都市部のシリア方言でクッベ）は「球」を意味し、ケバブ (كباب) と同語根である。各国の翻字は様々であり、英語ではkibbeまたはkibbeh、ラテンアメリカではquibeまたはkibe、ブラジルではキビ(quibe)、ドミニカ共和国はquipeである。トルコでは、イチュリ・キョフテ（içli köfte）、アルメニアではイシュリ・キュフタ（իշլի քյուֆթա）と呼ばれる。

## 種類
クッバは、7から10センチメートルのラグビーボール型のブルグルの皮に香辛料で味付けしたラム挽き肉を詰めて、きつね色になるまで揚げたものが最も知られている。第二次世界大戦中、中近東のイギリス兵はクッバを「シリアの魚雷」と呼んだ。
レバノン料理には、ブルグルとラム挽き肉を用いた様々な料理があり、これらを総称してクッベと呼ぶ。シリア北部の都市アレッポ（ハラブ）はヨーグルト（kәbbe labaniyye）、マルメロ（kәbbe safarjaliyye）、レモン果汁（kәbbe ḥāmḍa）、ザクロソース、サクランボソース、といったクッベ料理（kәbbe bәṣfīḥa）として知られる様々なクッベで有名である。クッバ・ハラブ（Kubbat Halab）は米の皮で作るイラクのクッバであり、アレッポの名をつけられた。同じくイラクのクッバ・モースル（Kubbat Mosul）は、円盤のように薄く丸い。クッバ・ショルバ（Kubbat Shorba）は、イラクのアッシリア人がシチューとして作り、通常トマトソースと香辛料で味付けする。生クッバ（クッベ・ナーイエ）は、生の肉とブルグルを混ぜて供されるタルタルステーキに似た料理で、シリア、レバノン、パレスチナ、およびイラクで一般的である。この料理はアラックと様々なサラダが添えてに供されることが多い。クッバはゴマペーストのタヒーナ（英: Tehina）を添えて供される場合がある。

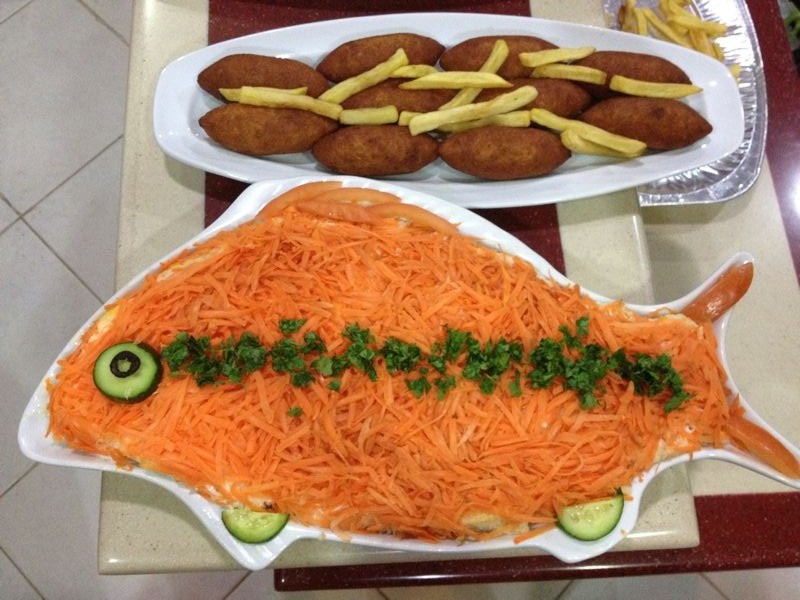
揚げたクッバ

揚げたラグビーボール型のクッバは、ドミニカ共和国、南アフリカで、レバノンおよびパレスチナ移民により伝わって普及し、キッペ（quipe）と呼ばれている。
クッベ・ナーイエ（كبة نية またはكبة نيئة）は、レバノンのメゼの一部としてミント、オリーブオイルを添えて、ピーマン、ワケギ、ピタと共に供される
クッベ・ムタッバカまたはクッベ・ビッスィーニーエは、挽き肉（ラムまたは牛肉）、ブルグル、タマネギ、ミントと香辛料を混ぜたものを平らなフライパンに押し固め、次にナイフで1から2インチの菱形に切れめを入れてマツの実または砕いたアーモンドとバターを乗せ、オーブンで焼いて作る。
Kubbeh matfuniyaおよびKubbeh hamoustaは、イスラエルでのイラク・ユダヤ人の主食である。
ブラジルでは、サウガード（salgado）と呼ばれる惣菜パンの一つとして認識されている。挽き肉、ブルグル、タマネギ、ミントと香辛料を混ぜたもので、チーズを入れて揚げたものが一般的である。チーズの代わりにゆで卵が入ったものもある。
キビ・クルーと呼ばれ、揚げずに生のままで食べるものもあるが、ブラジルでは生肉を食べる習慣はない。